# Open Sabadell Atlántico
A Torneo Godó, hivatalos nevén 2007-ig Open Seat, 2008-tól Open SabadellAtlántico minden év április–májusában megrendezett tenisztorna férfiak számára Barcelonában.
Az ATP 500 Series tornák közé tartozik, összdíjazása 1 995 000 €. A versenyen 56 versenyző vehet részt, az első nyolc kiemeltnek nem kell játszania az első körben. 
A mérkőzéseket szabadtéri salakos pályákon játsszák, 1953 óta.

## Győztesek

### Egyéni
| Év   | Győztes             | Ellenfél a döntőben    | Eredmény a döntőben        |
| ---- | ------------------- | ---------------------- | -------------------------- |
| 2012 | Rafael Nadal        | David Ferrer           | 7–6(1), 7–5                |
| 2011 | Rafael Nadal        | David Ferrer           | 6–2, 6–4                   |
| 2010 | Fernando Verdasco   | Robin Söderling        | 6–3, 4–6, 6–3              |
| 2009 | Rafael Nadal        | David Ferrer           | 6–2, 7–5                   |
| 2008 | Rafael Nadal        | David Ferrer           | 6–1, 4–6, 6–1              |
| 2007 | Rafael Nadal        | Guillermo Cañas        | 6–3, 6–4                   |
| 2006 | Rafael Nadal        | Tommy Robredo          | 6–4, 6–4, 6–0              |
| 2005 | Rafael Nadal        | Juan Carlos Ferrero    | 6–1, 7–6, 6–3              |
| 2004 | Tommy Robredo       | Gastón Gaudio          | 6–3, 4–6, 6–2, 3–6, 6–3    |
| 2003 | Carlos Moyà         | Marat Szafin           | 5–7, 6–2, 6–2, 3–0 feladta |
| 2002 | Gastón Gaudio       | Albert Costa           | 6–4, 6–0, 6–2              |
| 2001 | Juan Carlos Ferrero | Carlos Moyà            | 4–6, 7–5, 6–3, 3–6, 7–5    |
| 2000 | Marat Szafin        | Juan Carlos Ferrero    | 6–3, 6–3, 6–4              |
| 1999 | Félix Mantilla      | Karim Alami            | 7–6, 6–3, 6–3              |
| 1998 | Todd Martin         | Alberto Berasategui    | 6–2, 1–6, 6–3, 6–2         |
| 1997 | Albert Costa        | Albert Portas          | 7–5, 6–4, 6–4              |
| 1996 | Thomas Muster       | Marcelo Ríos           | 6–3, 4–6, 6–4, 6–1         |
| 1995 | Thomas Muster       | Magnus Larsson         | 6–2, 6–1, 6–4              |
| 1994 | Richard Krajicek    | Carlos Costa           | 6–4, 7–6, 6–2              |
| 1993 | Andrij Medvegyev    | Sergi Bruguera         | 6–7, 6–3, 7–5, 6–4         |
| 1992 | Carlos Costa        | Magnus Gustafsson      | 6–4, 7–6, 6–4              |
| 1991 | Emilio Sánchez      | Sergi Bruguera         | 6–4, 7–6, 6–2              |
| 1990 | Andrés Gómez        | Guillermo Pérez-Roldán | 6–0, 7–6, 3–6, 0–6, 6–2    |
| 1989 | Andrés Gómez        | Horst Skoff            | 6–4, 6–4, 6–2              |
| 1988 | Kent Carlsson       | Thomas Muster          | 6–3, 6–3, 3–6, 6–1         |
| 1987 | Martín Jaite        | Mats Wilander          | 7–6, 6–4, 4–6, 0–6, 6–4    |
| 1986 | Kent Carlsson       | Andreas Maurer         | 6–2, 6–2, 6–0              |
| 1985 | Thierry Tulasne     | Mats Wilander          | 0–6, 6–2, 3–6, 6–4, 6–0    |
| 1984 | Mats Wilander       | Joakim Nyström         | 7–6, 6–4, 0–6, 6–2         |
| 1983 | Mats Wilander       | Guillermo Vilas        | 6–0, 6–3, 6–1              |
| 1982 | Mats Wilander       | Guillermo Vilas        | 6–3, 6–4, 6–3              |
| 1981 | Ivan Lendl          | Guillermo Vilas        | 6–0, 6–3, 6–0              |
| 1980 | Ivan Lendl          | Guillermo Vilas        | 6–4, 5–7, 6–4, 4–6, 6–1    |
| 1979 | Hans Gildemeister   | Eddie Dibbs            | 6–4, 6–3, 6–1              |
| 1978 | Taróczy Balázs      | Ilie Năstase           | 1–6, 7–5, 4–6, 6–3, 6–4    |
| 1977 | Björn Borg          | Manuel Orantes         | 6–2, 7–5, 6–2              |
| 1976 | Manuel Orantes      | Eddie Dibbs            | 6–1, 2–6, 2–6, 7–5, 6–4    |
| 1975 | Björn Borg          | Adriano Panatta        | 1–6, 7–6, 6–3, 6–2         |
| 1974 | Ilie Năstase        | Manuel Orantes         | 8–6, 9–7, 6–3              |
| 1973 | Ilie Năstase        | Manuel Orantes         | 2–6, 6–1, 8–6, 6–4         |
| 1972 | Jan Kodeš           | Manuel Orantes         | 6–3, 6–2, 6–4              |
| 1971 | Manuel Orantes      | Bob Lutz               | 6–4, 6–3, 6–4              |
| 1970 | Manuel Santana      | Rod Laver              | 6–4, 6–3, 6–4              |
| 1969 | Manuel Orantes      | Manuel Santana         | 6–4, 7–5, 6–4              |
| 1968 | Martin Mulligan     | Ingo Buding            | 6–0, 6–1, 6–0              |
| 1967 | Martin Mulligan     | Rafael Osuna           | 5–7, 7–5, 6–4, 6–3         |
| 1966 | Thomaz Koch         | Nikola Pilić           | 6–3, 6–2, 3–6, 7–5         |
| 1965 | Juan Gisbert        | Martin Mulligan        | 6–4, 4–6, 6–1, 2–6, 6–2    |
| 1964 | Roy Emerson         | Manuel Santana         | 2–6, 7–5, 6–3, 6–3         |
| 1963 | Roy Emerson         | Juan Manuel Couder     | 0–6, 6–4, 6–3, 4–6, 6–3    |
| 1962 | Manuel Santana      | Ramanathan Krishnan    | 3–6, 6–3, 6–4, 8–6         |
| 1961 | Roy Emerson         | Manuel Santana         | 6–4, 6–4, 6–1              |
| 1960 | Andrés Gimeno       | Giuseppe Merlo         | 6–1, 6–2, 6–1              |
| 1959 | Neale Fraser        | Roy Emerson            | 6–2, 6–4, 3–6, 6–2         |
| 1958 | Sven Davidson       | Mervyn Rose            | 4–6, 6–2, 7–5, 6–1         |
| 1957 | Herbert Flam        | Mervyn Rose            | 6–4, 4–6, 6–3, 6–4         |
| 1956 | Herbert Flam        | Mervyn Rose            | 6–2, 6–3, 6–0              |
| 1955 | Art Larsen          | Budge Patty            | 7–5, 3–6, 7–5, 2–6, 6–4    |
| 1954 | Tony Trabert        | Vic Seixas             | 6–0, 6–1, 6–3              |
| 1953 | Vic Seixas          | Enrique Morea          | 6–3, 6–4, 22–20            |

### Páros
| Év   | Győztes                              | Ellenfél a döntőben                  | Eredmény a döntőben      |
| ---- | ------------------------------------ | ------------------------------------ | ------------------------ |
| 2012 | Mariusz Fyrstenberg Marcin Matkowski | Marcel Granollers Marc López         | 2–6, 7–6(7), [10–8]      |
| 2011 | Santiago González Scott Lipsky       | Bob Bryan Mike Bryan                 | 5–7, 6–2, [12–10]        |
| 2010 | Daniel Nestor Nenad Zimonjić         | Lleyton Hewitt Mark Knowles          | 4–6, 6–3, [10–6]         |
| 2009 | Daniel Nestor Nenad Zimonjić         | Mahesh Bhupathi Mark Knowles         | 6–3, 7–6                 |
| 2008 | Bob Bryan Mike Bryan                 | Mariusz Fyrstenberg Marcin Matkowski | 6–3, 6–2                 |
| 2007 | Andrei Pavel Alexander Waske         | Rafael Nadal Tomeu Salvà             | 6–3, 7–6                 |
| 2006 | Mark Knowles Daniel Nestor           | Mariusz Fyrstenberg Marcin Matkowski | 6–2, 6–7, [10–5]         |
| 2005 | Lijendar Pedzs Nenad Zimonjić        | Feliciano López Rafael Nadal         | 6–3, 6–3                 |
| 2004 | Mark Knowles Daniel Nestor           | Mariano Hood Sebastián Prieto        | 4–6, 6–3, 6–4            |
| 2003 | Bob Bryan Mike Bryan                 | Chris Haggard Robbie Koenig          | 6–4, 6–3                 |
| 2002 | Michael Hill Daniel Vacek            | Lucas Arnold Ker Gastón Etlis        | 6–4, 6–4                 |
| 2001 | Donald Johnson Jared Palmer          | Tommy Robredo Fernando Vicente       | 7–6, 6–4                 |
| 2000 | Nicklas Kulti Mikael Tillström       | Paul Haarhuis Sandon Stolle          | 6–2, 6–7, 7–6            |
| 1999 | Paul Haarhuis Jevgenyij Kafelnyikov  | Massimo Bertolini Cristian Brandi    | 7–5, 6–3                 |
| 1998 | Jacco Eltingh Paul Haarhuis          | Ellis Ferreira Rick Leach            | 7–5, 6–0                 |
| 1997 | Alberto Berasategui Jordi Burillo    | Pablo Albano Àlex Corretja           | 6–3, 7–5                 |
| 1996 | Luis Lobo Javier Sánchez             | Neil Broad Piet Norval               | 6–1, 6–3                 |
| 1995 | Trevor Kronemann David Macpherson    | Andrea Gaudenzi Goran Ivanišević     | 6–2, 6–4                 |
| 1994 | Jevgenyij Kafelnyikov David Rikl     | Jim Courier Javier Sánchez           | 5–7, 6–1, 6–4            |
| 1993 | Shelby Cannon Scott Melville         | Sergio Casal Emilio Sánchez          | 7–6, 6–1                 |
| 1992 | Andrés Gómez Javier Sánchez          | Ivan Lendl Karel Nováček             | 6–4, 6–4                 |
| 1991 | Horacio de la Peña Diego Nargiso     | Boris Becker Eric Jelen              | 3–6, 7–6, 6–4            |
| 1990 | Andrés Gómez Javier Sánchez          | Sergio Casal Emilio Sánchez          | 7–6, 7–5                 |
| 1989 | Gustavo Luza Christian Miniussi      | Sergio Casal Tomáš Šmíd              | 6–3, 6–3                 |
| 1988 | Sergio Casal Emilio Sánchez          | Claudio Mezzadri Diego Pérez         | 6–4, 6–3                 |
| 1987 | Miloslav Mečíř Tomáš Šmíd            | Javier Frana Christian Miniussi      | 6–1, 6–2                 |
| 1986 | Jan Gunnarsson Joakim Nyström        | Carlos di Laura Claudio Panatta      | 6–3, 6–4                 |
| 1985 | Sergio Casal Emilio Sánchez          | Jan Gunnarsson Michael Mortensen     | 6–3, 6–3                 |
| 1984 | Pavel Složil Tomáš Šmíd              | Martín Jaite Víctor Pecci            | 6–2, 6–0                 |
| 1983 | Anders Järryd Hans Simonsson         | Jim Gurfein Erick Iskersky           | 7–5, 6–3                 |
| 1982 | Anders Järryd Hans Simonsson         | Carlos Kirmayr Cassio Motta          | 6–3, 6–2                 |
| 1981 | Anders Järryd Hans Simonsson         | Andrés Gómez Hans Gildemeister       | 6–1, 6–4                 |
| 1980 | Steve Denton Ivan Lendl              | Pavel Složil Taróczy Balázs          | 6–2, 6–7, 6–3            |
| 1979 | Paolo Bertolucci Adriano Panatta     | Carlos Kirmayr Cassio Motta          | 6–4, 6–3                 |
| 1978 | Željko Franulović Hans Gildemeister  | Jean-Louis Haillet Gilles Moretton   | 6–1, 6–4                 |
| 1977 | Wojciech Fibak Jan Kodeš             | Bob Hewitt Frew McMillan             | 6–0, 6–4                 |
| 1976 | Brian Gottfried Raúl Ramírez         | Bob Hewitt Frew McMillan             | 7–6, 6–4                 |
| 1975 | Björn Borg Guillermo Vilas           | Wojciech Fibak Karl Meiler           | 3–6, 6–4, 6–3            |
| 1974 | Juan Gisbert Ilie Năstase            | Manuel Orantes Guillermo Vilas       | 3–6, 6–0, 6–2            |
| 1973 | Ilie Năstase Tom Okker               | Antonio Muñoz Manuel Orantes         | 4–6, 6–3, 6–2            |
| 1972 | Juan Gisbert Manuel Orantes          | Frew McMillan Ilie Năstase           | 6–3, 3–6, 6–4            |
| 1971 | Željko Franulović Juan Gisbert       | Cliff Drysdale Andrés Gimeno         | 7–6, 6–2, 7–6            |
| 1970 | Lew Hoad Manuel Santana              | Andrés Gimeno Rod Laver              | 6–4, 9–7, 7–5            |
| 1969 | Manuel Orantes Patricio Rodríguez    | Terry Addison Ray Keldie             | 8–10, 6–3, 6–1, 5–7, 6–2 |
| 1968 | Carlos Fernandes Patricio Rodríguez  | Thomaz Koch José Mandarino           | 6–2, 3–6, 6–3, 6–1, 6–4  |
| 1967 | Thomaz Koch José Mandarino           | Ramanathan Krishnan Rafael Osuna     | 6–2, 6–4, 8–6            |
| 1966 | Roy Emerson Fred Stolle              | Thomaz Koch José Mandarino           | 9–7, 6–4                 |
| 1965 | Roy Emerson Ramanathan Krishnan      | José Luis Arilla Manuel Santana      | 6–2, 6–1, 6–1            |
| 1964 | Roy Emerson Ken Fletcher             | José Mandarino Eduardo Soriano       | 6–3, 8–6, 1–6, 5–7, 6–3  |
| 1963 | Roy Emerson Manuel Santana           | José Luis Arilla Eduardo Soriano     | 5–7, 6–2, 3–6, 7–5, 6–3  |
| 1962 | Roy Emerson Neale Fraser             | Bob Hewitt Fred Stolle               | 8–6, 8–6, 6–4            |
| 1961 | Bob Hewitt Fred Stolle               | Bob Mark Manuel Santana              | 2–6, 6–3, 6–4, 6–4       |
| 1960 | Roy Emerson Neale Fraser             | José Luis Arilla Andrés Gimeno       | 6–4, 6–0, 6–4            |
| 1959 | Roy Emerson Neale Fraser             | Luis Ayala Rod Laver                 | 6–2, 4–6, 6–4, 13–11     |
| 1958 | Jaroslav Drobný Budge Patty          | Mervyn Rose Warren Woodcock          | 7–5, 6–3, 6–2            |
| 1957 | Bob Howe Mervyn Rose                 | Herbert Flam Sydney Schwartz         | 6–3, 6–3, 5–7, 6–1       |
| 1956 | Don Candy Lewis Hoad                 | Bob Howe Art Larsen                  | 6–1, 6–1, 6–2            |
| 1955 | Mervyn Rose George Worthington       | Art Larsen Budge Patty               | 6–2, 2–6, 6–2, 6–1       |
| 1954 | Vic Seixas Tony Trabert              | Jack Arkinstall Malcolm Fox          | 6–3, 6–4, 6–2            |
| 1953 | Enrique Morea Vic Seixas             | Jaime Bartrolí Lennart Bergelin      | 6–3, 3–6, 6–3, 6–1       |

## Külső hivatkozások
- Hivatalos oldal